# Салвадор Дали
Салвадор Фелипе Хасинто Дали, 1. маркиз од Пубола (кат. Salvador Felip Jacint Dalí Domènech, шп. Salvador Felipe Jacinto Dalí Domènech; Фигерас, 11. мај 1904 — Фигерас, 23. јануар 1989) био је каталонски и шпански надреалистички уметник, један од најзначајнијих уметника 20. века. Бавио се сликањем, писањем, вајањем, сценографијом и глумом.
Он је један од најзначајнијих уметника 20. века, а често га називају и великим мајстором надреализма. Његова уметничка дела показала су да је он један од најкреативнијих сликара свог времена. Далијева честа тематика је свет простора, пијанства, грознице и религије.
Овај славни сликар је читавог свог живота веровао у своју посебност. Једни су га сматрали генијем, док су други говорили о њему као поремећеном егоцентрику, чија дела немају никакву вредност. Мада су га шпански ликовни критичари увек сматрали за надобудног и неталентованог шарлатана, популарност и продајна цена његових дела непрестано су расли. Данас, светски колекционари плаћају милионе долара како би у својој колекцији имали бар једну Далијеву слику.

## Биографија
Салвадор Дали је рођен 11. маја 1904. године у каталонском граду Фигерасу, а умро је 23. јануара 1989. у истом месту.
Одрастао је у породици средње класе. Отац, Салвадор Дали (шп. Salvador Dalí i Cusí), био је угледни нотар, веома строг према свом сину, док је мајка, Фелипа Ферес (шп. Felipa Domenech Ferrés), била домаћица и пружала велику подршку у замисли свога сина да се окрене уметности. Име Салвадор је најпре било дато његовом брату, који је девет месеци пре Салвадоровог рођења умро. Поред покојног брата, Дали је имао и сестру, Ана Марију (шп. Ana María), три године млађу од њега. Она је 1949. године написала књигу о свом брату под називом Дали виђен од стране своје сестре (шп. „Dalí visto por su hermana”).
У фебруару 1921. године, Далијева мајка умире од рака дојке, када је њему било само 16 година. Његов отац се након смрти супруге оженио њеном сестром. Дали је волео и поштовао своју тетку и није имао ништа против тог брака.
Прву јавну изложбу овај славни уметник одржао је 1919. године у позоришту у Фигерасу, које је данас његов музеј (шп. Teatro-Museo Dalí). А 1929. године отворена му је и прва изложба у Паризу на којој није присуствовао јер се два дана пре изложбе, вратио са Галом у Шпанију.
Суботичанин Спиридон Митић га је 1975. године у Паризу победио у сликарском окршају.
Године 1982, краљ Хуан Карлос I именује га маркизом од Пубола. Због ове указане части, Дали је краљу поклонио слику „Глава Европе”, коју му је предао када га је овај посетио у самртној постељи.
Дана 10. јуна 1982. године овоземаљски свет напустила је једина особа коју је Салвадор Дали волео. Његова жена Гала је умрла у сну. Десило се управо оно што он није желео да се догоди, а то је да она оде прва, а он остане сам. Због овог трагичног губитка, Дали је изгубио вољу за животом, повукао се у себе, а од дана када је она умрла престао је да пије воду док није дехидрирао и завршио у болници што су многи протумачили као његов покушај самоубиства.
Исте године преселио се у дворац Пубол, да би га подсећао на Галину смрт. Све што је радио, радио је због тога што није могао да поднесе чињеницу што је његова драга умрла пре њега. Под неразјашњеним околностима 1984. године Пубол се запалио, а Далија је сигурне смрти спасило његово особље. И ова незгода окарактерисана је као његов покушај самоубиства. Ипак, на наговор пријатеља вратио се да живи у музеју Театро који је сам саградио. После четири године тешке депресије, његово срце прилично је ослабило, па је у децембру 1988. године хоспитализован. Док је лежао у болници, у посету му је дошао шпански краљ Хуан Карлос који је признао да је одувек био љубитељ његових дела.
Нажалост, 2. јануара 1989. године, за време трајања његове омиљене представе Тристан и Изолда, у 84. години живота, престало је да куца срце Салвадора Далија. Сахрањен је у свом музеју у Фигерасу, а након смрти сва своја дела и богатство оставља Шпанији.

## Дела

### Књижевност
Оно што Далија издваја од осталих уметника и што га чини посебним, јесте његова необична личност. Салвадор је био геније на граници лудила. Његове карактерне особине, егоцентричност, депресивност и мазохизам, јасно се виде у његовим делима.
Осим што се бавио сликарством, сценографијом, дизајном, вајарством и филмом био је и писац. Написао је неколико веома важних и читаних дела. Једно од најважнији је свакако Тајни живот Салвадора Далија (1942), а треба напоменути и Скривена лица и Дневник Генија.
Роман Скривена лица (шп. „Los rostros ocultos”) написао је 1943. године на француском језику, за свега четири месеца. Објављен је 1944. и одмах преведен на енглески језик. Дело има 325 страница и говори о животу једне групе ексцентричних аристократа који живе у декадентном и завидном друштву између 1934. и 1943. године у време успона фашизма и разорног рата. Испод лица главних ликова овог дела се, како сам Салвадор каже, крију перверзна искуства његове адолесценције. У предговору, аутор каже да је књигу написао зато што савремена историја нуди изванредну грађу за роман о настајању и сукобима великих људских страсти. Један од најзаслужнијих за настанак овог дела јесте Федерико Гарсија Лорка који је Салвадора Далија, осим што му је био велики пријатељ, подстакао да се бави и писањем. Дали пише овај роман који је управо посвећен Лорки.

Друго велико дело јесте Дневник генија. Дело које је писано између 1952. и 1963. године. Салвадор кроз ово дело жели да прикаже да се након Француске револуције светом почео ширити погрешан, заглупљујући правац, који на сваки начин настоји свакога уверити да су генији (без обзира на његова дела) само људска бића у већој или мањој мери слична свим осталим смртницима. Да то није тачно, Дали потврђује речима: 
Гледај мене, а ја сам у нашем времену геније најсвестраније духовности, истински модеран геније, ако то није довољно гледај геније који се убрајају у сам врх ренесансе као што је, на пример, готово божански геније Рафаело.
 Тако он покушава да докаже да генији (уметници) нису ни мало слични обичним смртницима и да се јако разликују од њих.
Ова књига ће доказати да се свакодневно живљење генија, његово спавање, његово варење, његова занесеност, његови нокти, његова крв, његов живот и његова смрт, битно разликује од живљења свега осталог у човечанству. Дакле, ова јединствена књига је први дневник који је написао геније.
То су једини, али и савршено уверљиви разлози на темељу којих ће све што следи, од почетка до краја, бити генијално на један непрекидан и неизбежан начин, али и због тога што је реч о истинитом Дневнику вашег верног и скромног слуге.
И као последње, а најважније и најзанимљивије дело јавља се Тајни живот Салвадора Далија (шп. La vida secreta de Salvador Dali). Ово је једно од оних дела које просто не може да вас остави равнодушним. Читајући га променићете хиљаду расположења, осећања и мишљења, али на крају морате схватити да без обзира на све он није обичан човек и да је са разлогом један од највећих уметника 20. века.
На самом почетку, он каже:
Претпостављам да се моји читаоци уопште не сећају, или се веома магловито сећају, оног тако значајног периода своје егзистенције који претходи доласку на свет, а протиче у мајчиној утроби. Међутим, ја се сећам, и то као да је било данас. Зато хоћу и да почнем ову књигу од правог почетка: драгоценим и јасним сећањем на мој живот у мајчиној утроби. То ће без сумње бити прва сећања ове врсте од почетка историје књижевности света. Сигуран сам да ћу на овај начин изазвати појаву сличних сећања код мојих читалаца, или да ћу бар локализовати у њиховој свести читав низ осећања, неизрецивих и неописивих утисака и слика стања душе и тела, које ће они укључити у неку врсту предосећања онога што се догађало док су били у мајчиној утроби. У ствари, ако бисте ме упитали шта сам осећао, одмах бих вам одговорио: „Било је божанствено, прави рај”. Али, како је изгледао тај рај? Дозволите ми да почнем једним кратким, уопштеним описом: рај мајчине утробе обојен је бојама пакленог огња: црвеном, наранџастом, жутом и плавичастом. Тај рај је мек, непомичан, топао, симетричан, двострук и и лепљив. Већ тада, све задовољство, сва магија света нашла је своје уточиште у мојим очима.
У свом тајном дневнику, односно својој аутобиографији, говори о свом животу тако реално и тако страствено. Сећа се свог детињства, одрастања, школовања, тренутака самоће који су га очаравали и које је обожавао, сликарске академије, упознавања са Галом и другим битним стварима. Говори нам како се плаши скакаваца, како не воли да једе спанаћ, стиди се девојака, како цени уметнике попут Рафаела. Говори о својим првим сликарским подухватима и жељи да сликарство надјача музику.

### Сликарство
Своју сликарску каријеру Дали је започео већ са 10 година, похађајући часове сликарства, а неколико година касније уписао је сликарску Академију у Мадриду са које је избачен непосредно пред дипломски, изјавивши да на факултету нико није довољно компетентан да га оцени.
| „ | Свако јутро када се пробудим осећам неописиво задовољство што сам Салвадор Дали и питам се какве ћу предивне ствари данас направити. | ” |

Био је један од водећих уметника надреализма, па је, као и његови савременици, следио теорије Зигмунда Фројда и психоанализе, и усредсредио се на приказ снова и испитивање подсвесног у човеку. Тако је комбинацијом неспојивих елемената из природе, са примесама фантастике, своју имагинацију довео до иреалности, учинивши да његова дела делују бизарно, неуобичајено и узнемиравајуће.
Његова прва дела сликана су искључиво уљем, а лајтмотив истих је Ампурданска долина, као и призори каталонске обале који се налазе у позадини великог броја дела (Акт у пејзажу, Девојка крај прозора). Године 1919, након изложбе графика уљем одржаној у његовој породичној кући, одржао је своју прву јавну изложбу у Окружном позоришту у Фигерасу.
Своје узоре пронашао је у Веласкезу и Вермеру, али нимало не заостаје ни Пикасов утицај на њега. Наиме, упознавши га 1926. године, насликао је дело под називом „Венера и купидони” и то је само један од примера његовог кубистичког, пикасовског периода. До 1929. године експериментисао је са разним техникама, које су одређивале његов стил. "Играо" се са свим помодним трендовима. Истраживао је, поред кубизма, и импресионизам, поентилизам, футуризам, фовизам, али се окретао и делима италијанских метафизичких сликара као што је Ђорђо де Кирико. Касније Далијеве слике су на религиозној основи и класичнијег стила, као нпр. „Распеће” и „Сакрамент Тајне вечере”.
Такође, он инспирацију није проналазио само у подсвести, већ и у својој жени Гали. Година упознавања са њом била је изузетно успешна за Далија, јер је у том периоду насликао мноштво слика, испољавајући и ослобађајући све своје фрустрације, нагомилане страхове, сексуалне нагоне, психозе и фантазије. Поред слика са напоменутом тематиком, Дали је насликао и велики број портрета своје драге, која је била његова сапутница током целог живота.
Године 1929. придружује се надреалистичкој школи, чији су чланови били веома узнемирени због раста популарности Далијевог авангардног представљања стварности, јер је почињао да се сматра јединим правим представником овог покрета. Чак је једном приликом изјавио да се „надреализам већ рачуна на време пре и после Далија”. Његова идеја је била 'далинизација света', а с обзиром да његово име на шпанском језику значи спаситељ, сматрао је да је баш он предодређен да буде “спаситељ сликарства” које је било „у смртној опасности од апстрактне уметности, академског надреализма, дадаизма и уопште тих ‘изама’”
Далијев послератни сликарски период обележен је техничким виртуозитетом и великим занимањем за оптичке илузије, науку и религију. Дали, који је био под великим шоком након бомбардовања Хирошиме, поново је оживео религиозност  Архивирано на веб-сајту  (3. децембар 2013) и овај период је назвао „Нуклеарни мистицизам”. У сликама „Мадона из Порт Лигата” и „Распеће”, Дали комбинује хришћанску иконографију са дезинтеграцијом инспирисаном нуклеарном физиком. Осим ове две, у овај период спадају и слике „Железничка станица у Перпигнану” (1965) и „Халуциногени тореадор” (1968—1970). 
Међутим, омиљена Далијева тема била је релативност времена и простора, којом се, подстакнут модерним научним истраживањима, бавио на неколико својих слика, међу којима је и једна од најпознатијих- „Упорност сећања” (1931). Идеју да верно прикаже неухватљивост времена, симболично представљену топљењем часовника, добио је током јела, гледајући сир који се топи у његовом тањиру. Такође, његово неоспорно умеће се огледа и у томе што је, играјући се облицима и бојама, учино да слика може да се посматра иако се окрене за 180°, а најбољи пример за то је слика „Слонови који се огледају у лабудовима”.
Салвадор Дали је био изванредан уметник, о чему сведоче и дела која су од непроцењиве вредности, а ни данас не престају фасцинирати.

### Скулптура
За свог живота Дали је произвео импресивну збирку скулптура. Неки од ових радова су изузетно мали, а други стоје као примери његових највећих дела.
Као и његове слике и цртежи, ове скулптуре су нашле свој дом у многим од најбољих светских музеја и приватних колекција. Међутим, за разлику од слика и цртежа, његове највеће скулптуре улепшавају и украшавају градске тргове, обале река и паркове. Оне постају део пејзажа и део земље у којој се налазе. Оне постају део града и заједнице. Далијеве скулптуре су начин да се истражи невидљиви део његових слика и радова.
Дали је привукао пажњу својим ремек-делима као што су, „Упорност сећања”, „Свети Ђорђе и змај” и „Фиоке сећања”, и створио је њихове тродимензионалне верзије. Он је своје чувене иконе, као што су топљење сатова, „Алиса у земљи чуда”, „Венера” и „Пужеви”, направио у више верзија, малих и великих, али у сваком случају фасцинантних. И дан данас његове скулптуре су веома тражене од стране колекционара широм света.
Далијева најпознатија скулптура је „Телефон са слушалицом од јастога”. Настала је 1936. године, под називом „Надреалистички објекат”. Тренутно постоји пет примерака овог рада. Такође, он је створио дело под називом „Кишни такси” (енгл. Rainy Taxy). Иако традиционално ови радови нису били скулптуре, већ, како их је назвао, „Далијеви надреалистички објекти“, служили су у исту сврху као и скулптуре које је радио, да преведу његове надреалне слике у трећу димензију, у стварни живот. Друга два примера чувених дела из ове ере је „Осврт на женско попрсје” (енгл. Retrospective Bust of a Woman ) и „Портрет Јоеле” (енгл. Portrait of Joella). Такође, у том духу Дали је створио огромну колекцију накита, која је сада изложена у Далијевом музеју. Ови комади накита представљају друге извајане радове Салвадора Далија. Неки од његових најпознатијих дела из ове колекције су „Краљевско срце”, „Усне Руби” и брош „Око времена”.
Дали је се такође бавио дизајнирањем намештаја. Правио је тродимензионалне столице, столове, трибине, и био је изузетно популаран међу дизајнерима. Софа под називом „Усне Меј Вест софа”, где је направио реплику усана чувене глумице Меј Вест, његов је најпознатији пример дизајна намештаја. Дали је једном приметио да „столица може чак да се користи за седење, али са само једним условом: да се седи непријатно.”
У последње време влада велико интересовање за Далијеве скулптуре. То је због чињенице да су многи тргови, паркови и друге јавне површине у градовима широм света посвећене њему. Тако на пример, у Мадриду се налази Далијев Трг, на коме је бронзана статуа Исака Њутна, а дуж плаже у Марбељи, у Шпанији, постоји неколико Далијевих скулптура као што су „Гола жена се пење уз степенице”, „Космички слон“, „Персеј”, и „Гала на прозор”, у једном замку у Француској се налази „Госпођица Годива са лептирима” а у Сингапуру су дела попут „Надреалистичког клавира”, „Коња оседланог временом” и многе друге.

## Музеји
Салвадор Дали један је од ретких коме су за живота саградили два музеја. Први је „Музеј Салвадора Далија”(енгл. Salvador Dalí Museum) у Санкт Петербургу на Флориди, који је 1971. године основао колекционар Далијевих дела А. Рејнолд Морз са својом женом Еленор. Колекција је прво била изложена у једној згради у близини Морзеове резиденције у Кливленду, у Охају, да би се 1982. године музеј преселио на Флориду.
Други значајни музеј се налази у Фигерасу, у коме је Дали провео највећи део свог живота, и стога је у његову част 1974. године саграђен музеј „Театро”(шп. Teatro-Museo Dalí). Зграда је, како јој и назив каже, најпре била позориште које је изграђено 1893. године. Нажалост 1939. године, током Шпанског грађанског рата, оно је у потпуности изгорело. Шездесетих година XX века, прихвата предлог директора позоришта и веома блиског пријатеља, Антонија Пићота (шп. Antoni Pitxot), који му предлаже да искористи уништену зграду и претвори је у музеј. Већ 1970. године почела је изградња овог уникатног објекта чији је идејни творац био сам Салвадор Дали. Желео је да његов „музеј буде као лавиринт, диван, надреалистички објекат. Људи који га буду посећивали одлазиће са осећањем да су имали театрални сан.” 
Зграда је 1984. године проширена кулом Горгот, а галерија Дали-накит је прикључена 2001. године. У музеју се првобитно налазило око 4000 дела, али се данас, из сигурносних разлога, овај број свео на читавих 1500. У музеју се налази најпознатије дело холограмске уметности- „Нага Гала гледа на море/Абрахам Линколн”, које је изложено на самом центру куполе. Осим овог дела, позната су и „Насмејана Венера”, „Први дан пролећа”, „Галарина”, „Девојка из Фигераса”, „Пикасов портрет у 21. веку”, „Самоћа”, и др. Данас овим музејем руководи фондација Гала-Дали.
У Шпанији су од средине деведесетих година још два музеја доступна јавности. То су замак Пубол, који је припадао његовој жени Гали од 1970. године (1930. Салвадор јој је обећао да ће један дворац уредити само за њу) и у коме је живео две године након њене смрти, и „Салвадор Дали кућа-музеј” у Порт Лигату (шп. Port Lligat), малом рибарском селу близу шпанско-француске границе, коју је купио 1930. године. 
Такође, постоји музеј „Еспас Дали” (шп. Espace Dalí) у Паризу, који садржи око 300 оригиналних дела овог уметника.

## Дизајн
Овог чувеног уметника и графичког дизајнера 1969. године ангажовао је власник фабрике слаткиша „Производи Бернат” (енгл. Product Bernat), да направи заштитни знак његовог најпознатијег производа. Дали је за само сат времена осмислио жути лого у облику беле раде са црвеним словима који до данас готово да није промењен. Поред тога, предложио је да лого не буде са стране, него на врху лизалице, што се испоставило као одличан маркетиншки тик. Прва реклама која је пратила Далијев лого имала је слоган „Округла је и дуго траје, Чупа-Чупс” (кат. „És rodó i dura molt, Chupa-Chups”).
Године 1936, дизајнирао је надреалне женске усне у облику софе. Инспирисан је био уснама славне филмске глумице Меј Вест. 
Учествовао је у рекламном споту за француску чоколаду „Lan vin”, а за „Eurosong” 1969. године у Мадриду осмислио је рекламну кампању и направио велику металну скулптуру која се налазила на бини. 
Сарађивао је и са добро познатом шпанском модном креаторком Елзом Скјапарели. Осмишљавао је дезене укључујући и шешир у облику ципеле и ружичасти каиш са копчом у облику усне. Он је такође учествовао у дизајнирању боца за парфеме.
Године 1950, је са Кристијаном Диором дизајнирао специјалан „костим за 2045. годину”.

## Политика
Далијеви политички афинитети су имали велику улогу у његовом уметничком уздизању. Током своје младости Дали је прихватио анархизам и комунизам. Његове белешке садрже многе анегдоте у којима он прича како је оговарао политички радикалне пароле више како би шокирао слушаоце него из неког дубоког уверења, што је опет било у складу са Далијевом приврженошћу дадаистичком покрету.
Како је постајао старији и зрелији, мењали су се његови политички погледи, нарочито са радикалним променама унутар надреалистичног покрета, који је предводио Андре Бретон. Иако је већина надреалиста постојала све више везана уз левичарске партије, Дали је задржао нејасан став на пољу односа уметности и политике. Сам Андре Бретон је оптужио Далија да брани „ново и ирационално у феномену Хитлера”, али је Дали убрзо одговорио да није хитлеровац ни у чињеницама ни у намерама. Дали је инсистирао да надреализам може да постоји у аполитичком контексту и одбијао је да јасно осуди фашизам. Ово га је, уз друге чињенице, довело до невоља са његовим колегама. Године 1934, Дали је доведен на суђење, на ком је и званично избачен из надреалистичке групе. На ово Дали је изјавио: „Надреализам, то сам ја”.
Када је избио Шпански грађански рат, Дали је побегао да би избегао ратовање и није се придружио ниједној групи. Иста ситуација је била и када је избио Други светски рат, када Дали бежи из Париза. Након што се завршио Други светски рат, Дали је постао блискији Франковом режиму. Неке његове изјаве давале су потпору Франку, а уједно му је и честитао што је 'очистио Шпанију од деструктивних сила'. Дали, који је у то време ушао у фазу изразите религиозности, вероватно је мислио на комунисте, социјалисте и анархисте који су убили више од 700 хиљада свештеника током грађанског рата. Током овог периода Дали је слао телеграме Франку у којима га је хвалио јер је потписивао смртне казне за заробљенике. Дали је Франка и лично познавао, а 1974. Године направио је велики, реалистични портрет Франкове унуке како седи на надреалистичном коњу.

## Салвадор Дали и Зигмунд Фројд
Дали је годинама желео да упозна Фројда. Говорио је да ником не дугује толико колико Фројду, који је открио и несвесно отворио врата његовом стваралаштву. Прилика за тај сусрет указала се усред пометње и хаоса које је изазвао нацизам и почетак Другог светског рата. Остарели Фројд је, након што је Хитлеров Трећи рајх анектирао Аустрију, морао да напусти Беч и емигрира у Лондон. Тамо је боравио и Штефан Цвајг, који је добровољно протеран, након што су његове књиге, заједно са Фројдовим, спаљене у фашистичким ломачама у Берлину. У Лондону се затекао и Салвадор Дали, на пролазној станици на путу за Америку.
Ретроспективну изложбу Салвадора Далија у париском културном центру Бобур сваког дана обиђе близу 6000 посетилаца. Повод тога је то да се присетимо необичног сусрета Далија и Зигмунда Фројда.
Пре 33 године, за Далијевог живота, било је исто као и ових дана: ретроспектива Далијевих дела крајем децембра 1979. је привукла рекордних 840.000 посетилаца.
У великој галерији познатог париског културног центра, представљено је све што је Дали стварао и што се претворило у својеврсну сликарску легенду. Не занемарујући друге аспекте његовог стваралаштва пре 1929. године када је изјавио да је надреалиста, ни после Другог светског рата, кад му је родоначелник надреализма, Бретон, рекао да је издао тај покрет и постао корумпирани уметник, приређивачи су ипак акценат ставили на тај кратки период, кад је Дали лансирао своје фантастичне слике надреализма које су референца авангардних токова у сликарству XX веку.
Посетилац је у прилици да види његове, сад већ легендарне слике: оне на којима су пејзажи ванземаљских простора, а време се мери часовницима, меканим и растегљивим као тесто („То нико није пре мене створио”, рекао је Дали). Готово да није изостала ни једна слика која сачињава Далијеву ванвременску надреалистичку антологију. Међу њима је једна која одудара од његових фантазија: „Портрет Зигмунда Фројда”, творца психоанализе, ухваћеног у последњим годинама живота. Усред Далијевих фантазија, чији исход можемо тражити само у подсвести, овај обичан експонат формира једну причу.

## Приватни живот
О Далијевом бунтовном карактеру сведочи и чињеница да је након смрти своје мајке, пошто је био примљен на Академију уметности Сан Фернандо у Мадриду, почео да критикује предавања и омета наставу на Академији, и зато бива удаљен са наставе на годину дана. У октобру 1926. године је коначно избачен са Академије, зато што је организовао протесте студената због пријема једног осредњег уметника за професора. Након овог немилог догађаја, 1927. године одлази у војску.
Често се сукобљавао са оцем, а разлог за једну од највећих препирки је била Гала, коју је Дали завео 1929. године, током лета у Кадакесу. У истом месту је, неколико година раније, провео распуст са Лорком, који му је био јако близак пријатељ, али су, такође, кружиле приче да Далија и њега веже нешто више од пријатељства, мада то никада није било утврђено. Годину дана касније, купио је рибарску колибу у Порт Лигату, где је проводио много времена са својом музом. Тек 1934. године склапају грађански брак (надалеко је позната Далијева изјава да је био девица када је упознао Галу).
Још један разлог сукоба између Далија и оца било је и Далијево богохуљење, скрнављење успомене на његову мајку, када је преко слике написао „Понекад из забаве пљујем по портрету своје мајке”. Отац му никада није опростио овај сраман чин. 
Дали је био изузетно дарежљив према Гали. У прилог томе говори и чињеница да ју је обасипао пажњом и поклонима, а један од најдрагоценијих био је и Дворац Пубол који је, као што је већ поменуто, специјално дизајнирао за њу. Један од најтежих тренутака у Далијевом животу свакако је била Галина смрт, 10. јуна 1982. године, након чега је покушао два пута да оконча себи живот.

## Филмографија
Далијево интересовање за филм било је велико, и од ране младости готово сваке недеље посећивао је биоскоп. Био је активан и иза и испред камере.
Када Дали буде дефинитивно избачен са Академије, Луис Буњуел, шпански редитељ и филмски стваралац ће му предложити да заједно сниме филм. Филм се првобитно звао „Не нагињати се унутра” (1928). Онда су се сетили пријатеља из Андалузије, чије су песме почели да сматрају превише традиционалним, и тако су филм назвали „Андалузијски пас”, у којем је Дали и сам глумио. Овај филм је побрао незапамћен успех. Подигао је толику прашину за собом управо због своје екстравагантности, те због уводне сцене у којој се види како један глумац младој девојци реже око бритвом. Та сцена ушла је у историју као једна од најшокантнијих сцена у историји. Понети тим успехом, Буњуел и Дали прелазе на нови филм. Његово име је „Златно доба”.
Године 1945, Дали на једној вечери код чувеног холивудског глумца упознаје Волта Дизнија. Испоставило се да имају доста тога заједничког, а на Далијеву радост, и Дизни се дивио његовом раду. Врло брзо настаје идеја о сарадњи. Волт Дизни је био познат као особа која подржава младе уметнике и уме да препозна квалитет. Крајем те исте 1945. године, почела је сарадња Далија са Дизнијевим студијом. База ове приче је балада коју је написао мексички композитор Армандо Домингез. Дизни је о овом пројекту говорио као о малој љубавној причи Хроноса, старогрчког бога времена, заљубљеног у једну смртницу.
Дизни за Далијевог сарадника бира Џона Хенча, и после осам месеци рада они долазе до изванредних резултата. Њихови радови су постали толико слични, да је до своје смрти 2004. године Хенч био једина особа која је могла да препозна шта је чији цртеж.
Па ипак, због тешких послератних година и сумње да овај пројекат може бити успешан, одустаје се од објављивања овог кратког филма. Материјал је сачуван и 1999. године открио га је нећак Волта Дизнија, Рој Е. Дизни. Одлучено је да овај филм коначно заживи и настављен је рад како би се посао привео крају. Као помоћ су користили дневнике Далијеве жене и музе Гале Дали, али и савете Џона Хенча. Како је Рој Дизни рекао, било је веома тешко склопити делове овог филма јер није постојао оригинални сценарио, али баш уз помоћ савремене технологије, којом би Дали вероватно био одушевљен, успели су да дочарају давну замисао. Успешној сарадњи двојице генија допринела је способност да сањају и допусте унутрашњем оптимизму да исплива и створи нешто величанствено што ће и данас, више од 60 година касније, и даље очаравати публику. Године 2003. Судбина је коначно дочекала своју премијеру на једном фестивалу у Француској.
На подручју филма Дали је сарађивао и са славним Алфредом Хичкоком на филму „Зачаран” из 1945. године за који је направио славну сцену сна.
У позоришту сарађивао је са великанима као што су Питер Брук и Лукино Висконти.

## Занимљивости
- 1958. године, 12. маја на догађају у позоришту Етоал, излаже 15 m дугачку векну хлеба.
- 1983. године настаје парфем Дали.
- У шестој години је желео да постане куварица, инсистирајући на именици женског рода.
- Дали је имао потребу да прави предмете пуне савремених сексуалних симбола.
- „Суморна игра”-приказана фигура упрљана изметом, што је изазвало скандал у Барселони.
- Из политичких разлога, 35 дана је држан у притвору у Герони.
- Салвадорова чувена реченица је била „Ако се понашаш као геније, бићеш геније”.
- Године 1936, Дали учествује на Међународној лондонској надреалистичкој изложби, на којој је говор одржао у ронилачком оделу, а осим тога носио је и билијарски штап, и са собом је на подијум довео два руска хрта, а ронилачка маска му је морала бити отворена како би дошао до даха.
- Многи надреалисти су о Далију, након избацивања из надреалистичког покрета, говорили у прошлом свршеном времену, као да је мртав.
- Дали је израђивао дела помоћу методе прскања тинте на празан папир и постао је један од првих сликара који је холографију користио у сврху уметности.
- Велики број његових дела садржи оптичке илузије.
- Дали се такође знатно занимао за природне науке и математику.
- 1961. у Венецији је премијерно изведен ”Балет о Гали„ с либретом и сценографијом које је направио сам Дали.

## Галерија
- Музеј Салвадора Далија на Флориди
- Јаје на музеју у Порт Лигату
- Космички Слон
- Персеј
- Мека конструкција с куваним пасуљем
- Носорог
- Дали, 1972. године
- Ћошак Салвадора Далија у Београду